# بروملياد

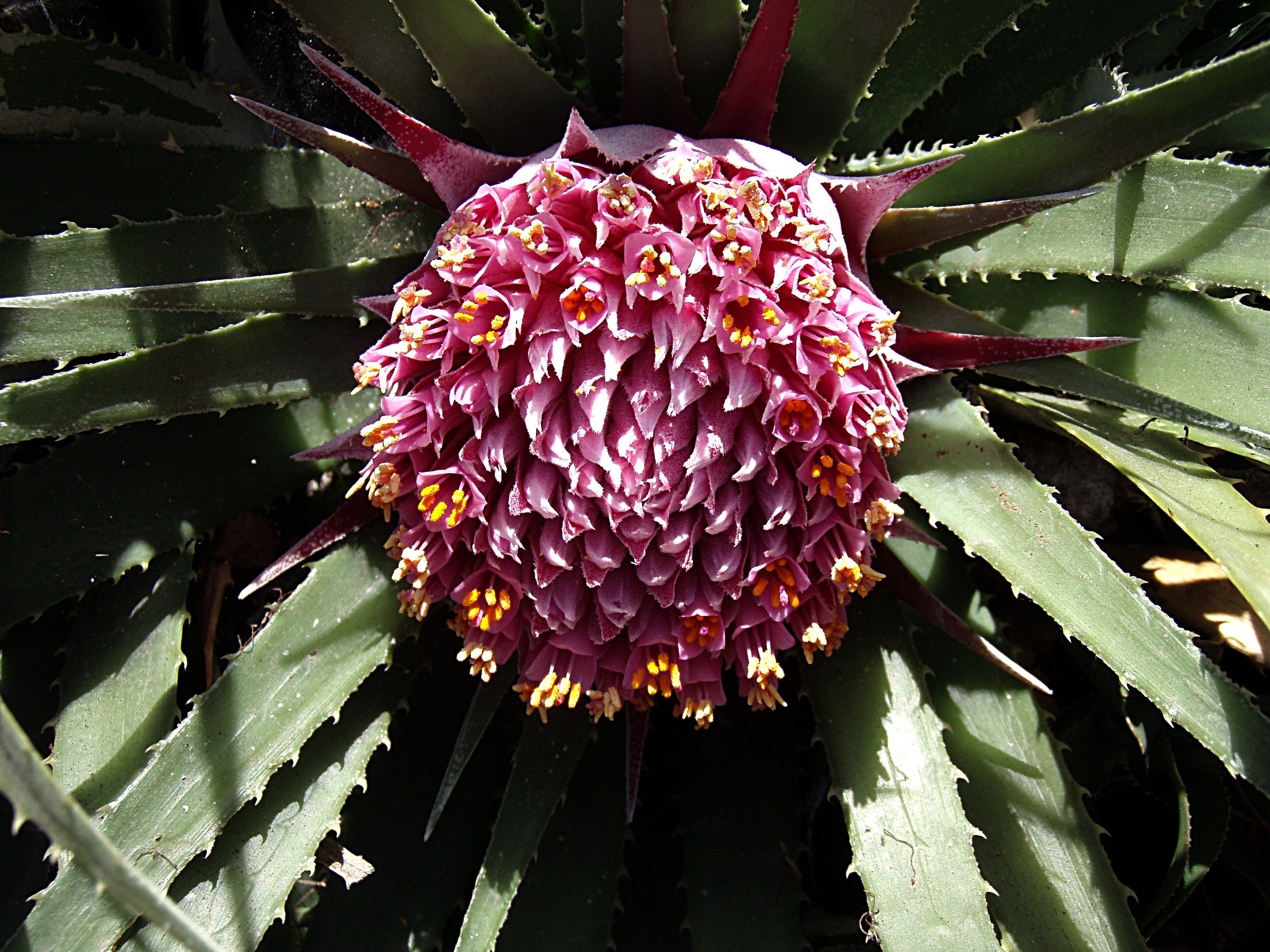
نوع من أنواع نباتات البروملياد

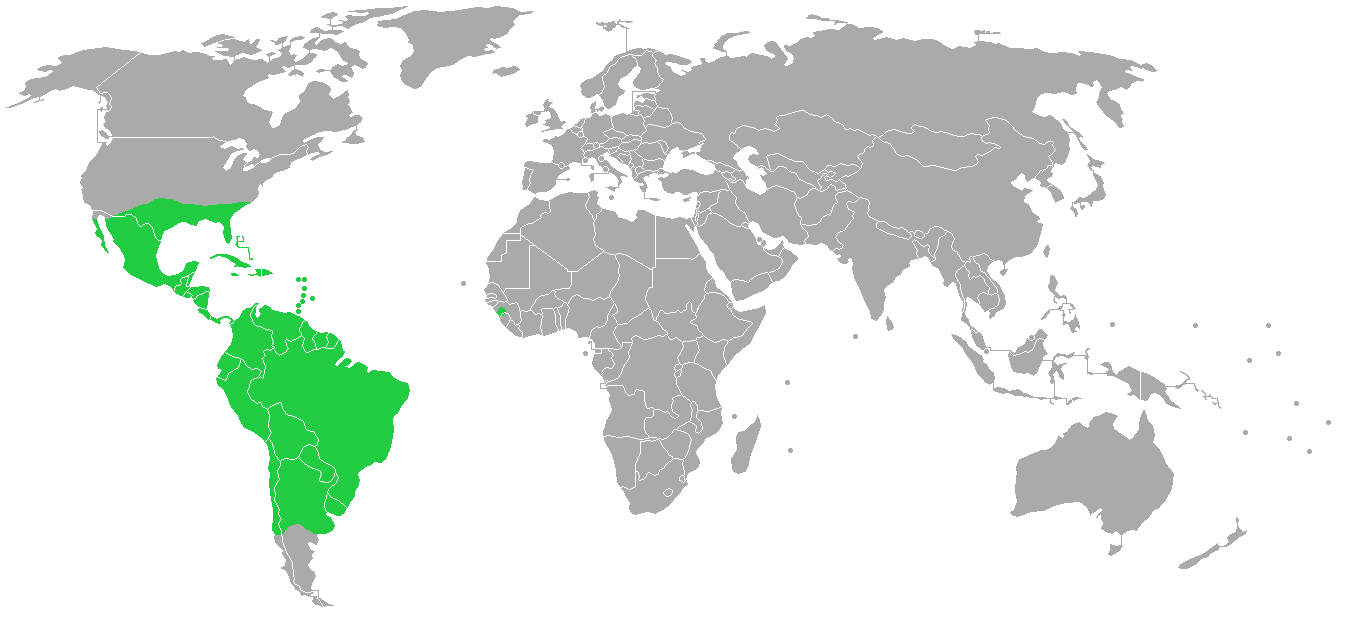
مناطق انتشار نبات البروملياد

البروملياد اسم يطلق على النباتات التي تتبع عائلة النباتات المدارية من فصيلة بروميلية التي تتضمن الأناناس والطحالب الأسبانية. ويوجد تقريبًا 1500 نوع من البروملياد التي تنمو أساسًا في الغابات المدارية الأمريكية.
معظم البروملياد بما في ذلك الطحالب الأسبانية هي من فصيلة النباتات الهوائية